# Lorius
Lorius este un gen de lori din familia de papagali Psittaculidae. Genul conține șase specii care sunt răspândite de la Insulele Moluce în Indonezia, prin Noua Guinee, până la Insulele Solomon. Aceștia au un penaj roșu caracteristic, cu diferite cantități de albastru (iar la unii galben și alb), aripi verzi și, la toate speciile cu excepția uneia, un creștet negru. Ciocul este portocaliu, iar picioarele sunt gri. Cu lungimi de până la 25-30 cm și greutăți medii de 132-190 grame, membrii acestui gen tind să fie cei mai mari din subfamilia Loriinae.

## Taxonomie
Genul Lorius a fost introdus în 1825 de către zoologul irlandez Nicholas Aylward Vigors, specia tip fiind lori cu cap violet. Cuvântul „lori” provine din malaiezul lūri, un nume folosit pentru o serie de specii de papagali colorați. Cuvântul a fost folosit de scriitorul olandez Johan Nieuhof în 1682 într-o carte în care își descria călătoriile în Indiile de Est.

### Specii
Genul conține șase specii:
- Lorius albidinucha – lori cu cap alb
- Lorius chlorocercus – lori cu guler galben
- Lorius domicella – lori cu cap violet
- Lorius garrulus – lori guraliv
- Lorius hypoinochrous – lori cu burtă violet
- Lorius lory – lori cu cap negru